# Saliotite
La saliotite (simbolo IMA: Sal) è un minerale del gruppo della smectite appartenente alla famiglia minerale dei "silicati e germanati" con composizione chimica (Li,Na)Al3(Si3Al)O10(OH)5

## Etimologia e storia
La pimelite si chiama in questo modo in onore di Pierre Saliot, professore di geologia presso il "Laboratoire de Geologie" dell'École normale supérieure di Parigi (Francia), per il suo lavoro pionieristico nello studio delle rocce metamorfiche ad alta pressione.

## Classificazione
Nella nona edizione della sistematica dei minerali di Strunz elenca la saliotite nella classe "9. Silicati (germanati)" e nella sottoclasse "9.E Fillosilicati"; questa è ulteriormente suddivisa in base alla struttura del minerale in modo che la saliotite si trovi nella sezione "9.EC Fillosilicati con fogli di mica, composti di reti di tetraedri e ottaedri" dove insieme a brinrobertsite, dozyite, kulkeite, lunijianlaite, rectorite, corrensite, tosudite, karpinskite, aliettite e idrobiotite forma il sistema nº 9.EC.60.
Tale classificazione è mantenuta anche nell'edizione successiva, proseguita dal database "mindat.org" e chiamata Classificazione Strunz-mindat.
Nella Sistematica dei lapis (Lapis-Systematik) di Stefan Weiß la saliotite è elencata nella classe dei "silicati" e nella sottoclasse dei "silicati stratificati". Qui si trova nella sezione dei "minerali argillosi, regolarmente stratificati; gruppo della montmorillonite" dove forma il sistema nº VIII/H.18 insieme a lunijianlaite, kulkeite, aliettite, rectorite, tarasovite, tosudite e corrensite.
Nella classificazione secondo Dana, usata principalmente nel mondo anglosassone, la saliotite è classificata nella famiglia dei "fillosilicati; fogli di anelli a sei elementi" e nella sottofamiglia dei fillosilicati con "fogli di anelli a 6 elementi intercalati 1:1, 2:1 e ottaedri", dove forma il sistema nº 71.4.2 insieme a dozyite, lunijianlaite, tosudite, corrensite, kulkeite, rectorite e aliettite.

## Abito cristallino
La saliotite cristallizza nel sistema monoclino nel gruppo spaziale C2/m (gruppo nº 12) con i parametri reticolari a = 5,158 Å, b = 8,914 Å, c = 23,83 Å e β = 94,23°, oltre a 4 unità di formula per cella unitaria.

## Origine e giacitura
La saliotite è un minerale molto raro ed è stato trovato solo nella sua località tipo, negli affioramenti di scisto "Camino de los Majuelos" presso Níjar in Andalusia (Spagna), ma anche negli affioramenti sempre di scisto presso Tabernas e negli affioramenti di metapelite a Granada, anch'essi di Andalusia.